# Antoinette Meyer
	Antoinette Josefa Clara Meyer-Molitor (Hospental, 19 juni 1920 - Thun, 19 juli 2010) was een Zwitserse alpineskiester. Zij nam deel aan de Olympische Winterspelen van 1948.
Ze was de echtgenote van Karl Molitor en de schoonzus van Irène Molitor.

## Belangrijkste resultaten

### Olympische Winterspelen
| Jaar | Plaats       | Discipline  | Onderdeel    | Resultaat |
| ---- | ------------ | ----------- | ------------ | --------- |
| 1948 | Sankt Moritz | alpineskiën | afdaling (v) | 11e       |
| 1948 | Sankt Moritz | alpineskiën | slalom (v)   | Zilver    |